# Moranopteris plicata
Moranopteris plicata là một loài dương xỉ trong họ Polypodiaceae. Loài này được A.R. Sm. R.Y. Hirai & J. Prado mô tả khoa học đầu tiên năm 2011.